# Eueides isabella
Eueides isabella är en fjärilsart som beskrevs av Pieter Cramer 1781. Eueides isabella ingår i släktet Eueides och familjen praktfjärilar. Inga underarter finns listade i Catalogue of Life.

## Bildgalleri

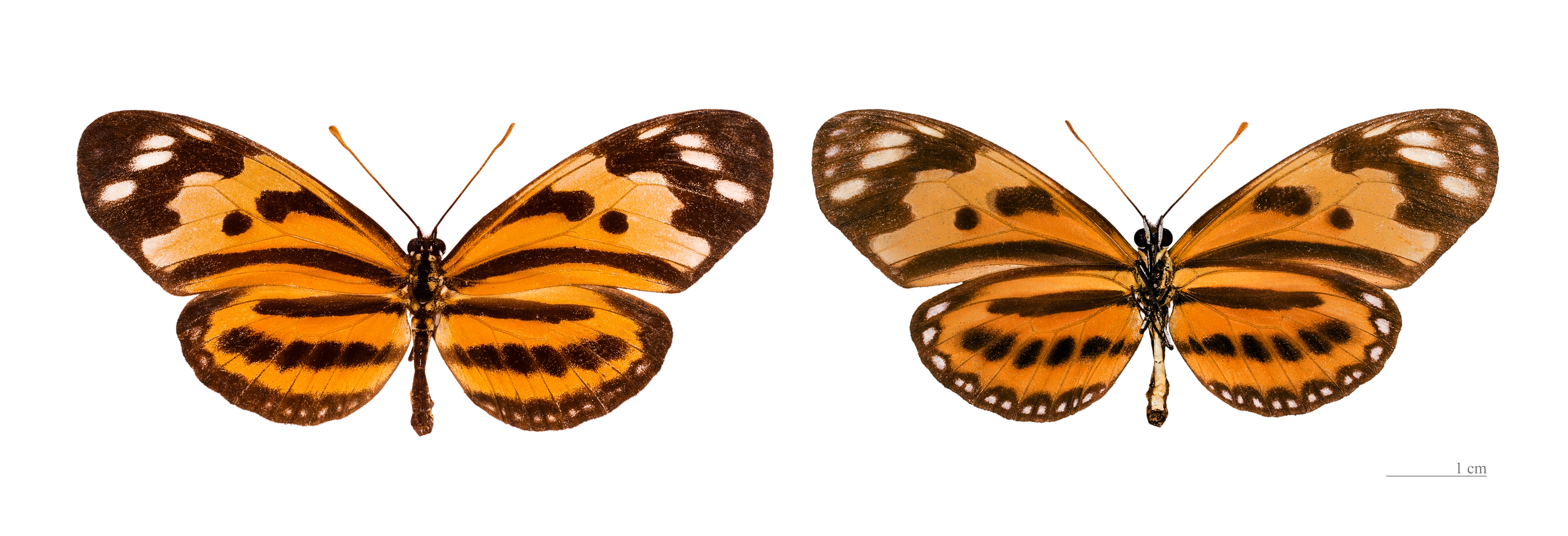
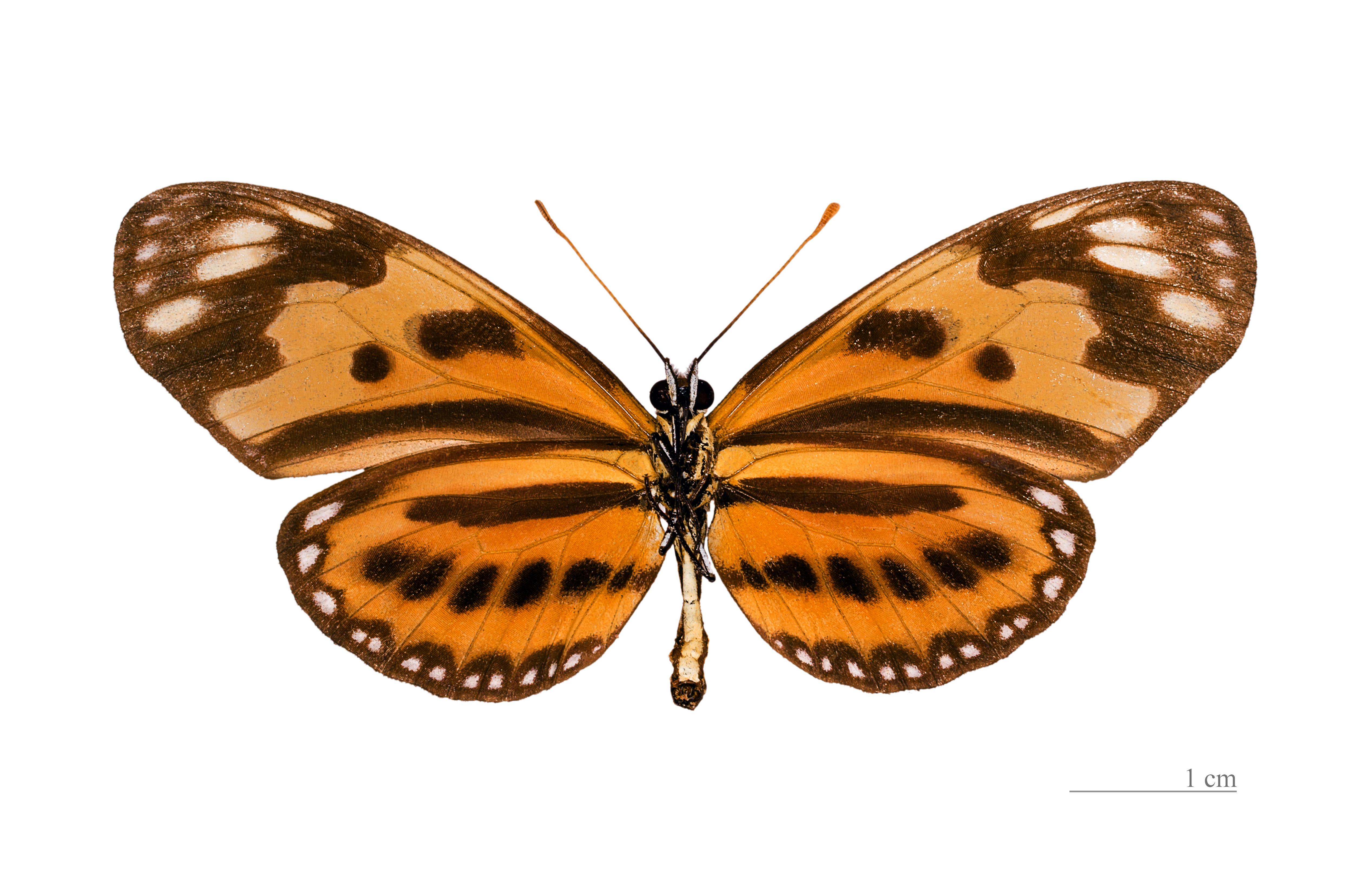
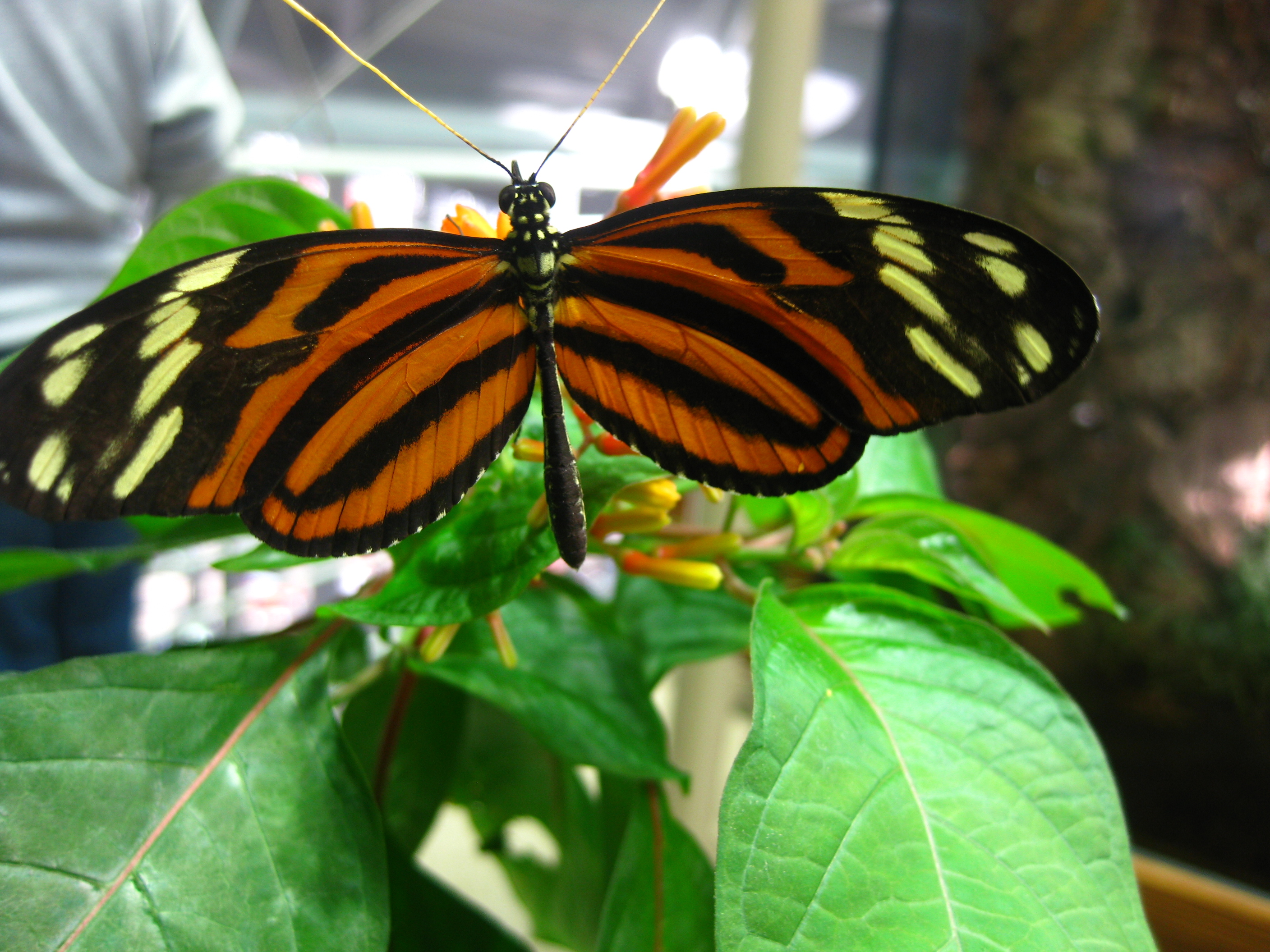
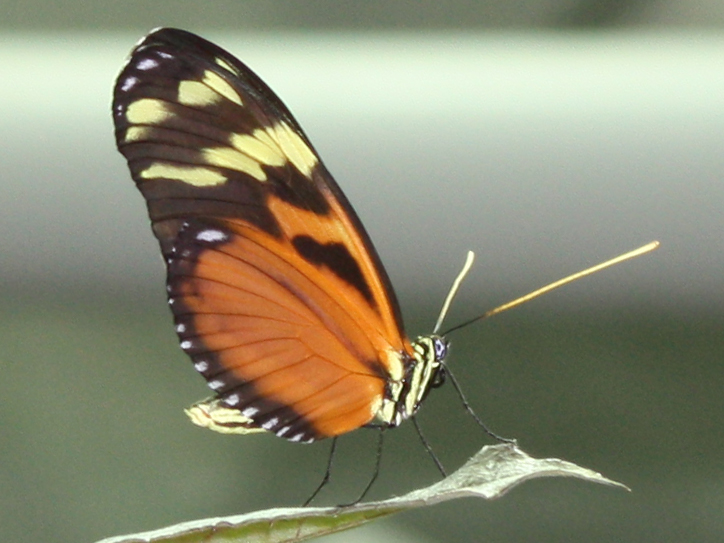